# CuautitlánIzcalli
CuautitlánIzcalli là một đô thị thuộc bang México, México. Năm 2005, dân số của đô thị này là 498021 người.